# Кланад
„Кланад“ (на английски: Clannad, ирландско произношение: /ˈkl̪ˠan̪ˠəd̪ˠ/) е ирландска група. Създадена през 1970 г. в Гуидор, Графство Донигал от братята и сестрите Киран, Пол и Моя Бренан и техните чичовци близнаци Ноел и Падриг Дъган. Те възприемат различни музикални стилове през историята си, включително фолк, фолк рок, традиционна ирландска музика, келтска музика и ню ейдж музика, често включваща елементи на смут джаз и грегориански песнопения.
Първоначално известни като Clann as Dobhar, те съкращават името си на „Кланад“ през 1973 г., след като печелят фолк фестивал в Летъркени с песента Liza. До 1979 г. издават три албума и завършват успешно турне в САЩ. От 1980 до 1982 г. имат шест члена с тяхната роднина (сестра/племенница) Еня Бренан на допълнителни клавишни и вокали, преди тя да напусне групата, за да продължи самостоятелна кариера. През 1982 г. „Кланад“ печели международно внимание със сингъла си Theme from Harry's Game, който  достига до Топ 5 в Ирландия и Обединеното кралство. Песента е включена в албума им Magical Ring (1983), който е посрещнат с много похвали. Те експериментират с повече ню ейдж и са повлияни от поп звученето през 80-те и 90-те години на 20-и век, което проличава в албумите им Macalla (1985) и Anam (1990). Този преход определя звученето им като почти напълно келтско, което ги прави новатори в жанра. След албума си Landmarks (1997) групата не е активна за известно време и членовете ѝ участват в самостоятелни проекти. Те се прегрупират през 2007 г. и са четирима: Моя и Киран Бренан, и чичовците им Ноел и Падриг Дъган. Те завършват световно турне през 2008 г. През 2013 г. към тях се присъединява отново Пол Бренан и издават албума Nádúr – първият им студиен албум от 15 години насам. Падриг Дъган умира през 2016 г., оставяйки групата да се впусне в прощалното турне през 2020 г. като квартет.
„Кланад“ печелят множество награди през цялата си кариера, включително награда „Грами“, Наградата на BAFTA, Награда „Айвър Новело“ и Музикална награда „Билборд“. Записват на 6 различни езика и имат 8 албума в Топ 10 на Обединеното кралство. Те са считани за група, която представя ирландската музика и ирландския език на по-широка аудитория, често радвайки се на по-голяма популярност в чужбина, отколкото в родната им Ирландия.

## История

### Основаване
Кланад е създадена през 1970 г. от братята и сестрите Киран, Пол и Моя Бренан и техните чичовци близнаци Ноел и Падриг Дъган. Петимата израстват в село Дор, район Гуидор (Gweedore), отдалечена енория в графство Донигал в Северозападна Ирландия. Това е регион гелтахт, където ирландският е основен говорим език. Израснала в римокатолическо семейство на музиканти, майката на Бренан – Мери „Баба“ Бренан (Máire „Baba“ Brennan, по рождение Дъган, Duggan) е учителка по музика, докато баща им Лео Бренан (Leo Ó Braonáin) е член на ирландската шоугрупа Слийв Фой (Slieve Foy Band). През 1968 г. двамата отварят Leo's Tavern – кръчма в близкия Миналек, където децата от сем. Дъган и сем. Бренан изпълняват кавъри на песни на Бийтълс, Бийч Бойс и Джони Мичъл.
Групата приема името Clann as Dobhar, ирландското има на „Семейство от Дор“, когато участват в местен музикален конкурс и използват това име до 1973 г. Интересът на Бренан и Дъган към традиционната ирландска музика достига отвъд родния им Гуидор и те се представят другаде, включително и на остров Тори край бреговете на Донигал. Въоръжени с около 500 галски песни, по-късно те започват да аранжират тези песни за цяла група.

### 1973 – 1982: Ранни години и група от шест човека с Еня
През 1973 г. Кланад се класират на първо място в годишния фолклорен фестивал в Летъркени, което води до договор с лейбъла Филипс Рекърдс. След като вече си е осигурила звукозаписна компания, групата подготвя материал за дебютния си албум и записва в Студия „Еймън Андрюс“ в Дъблин, като избира ирландски и английски песни и кавър на Morning Dew на Бони Добсън. Издаден през 1973 г., албумът им Clannad е посрещнат с първоначална съпротива от лейбъла поради ирландските песни и групата скоро се оказва по-популярна извън Ирландия, особено в Германия.
През 1973 г. Кланад се състезава за Ирландия в подгряващите етапи на Песенния конкурс „Евровизия“ за Ирландия с An Pháirc от албума им Clannad.
Групата издава втория си студиен албум Clannad 2 през 1974 г. с лейбъла Gael Linn Records. Той е продуциран от Донал Луни, основател на ирландските фолк групи Планксти (Planxty) и Боти Бенд (The Bothy Band). Подобно на първия им албум и Clannad 2 включва смесица от английски и ирландски песни, този път с Люни и с членовете на Боти Бенд на допълнителни инструменти.
Албумът им Dúlamán е издаден през 1976 г. и е кръстен на ирландската народна песен Dúlamán, която става любима на сцената на концертите на Кланад. Той е записан в Студиа „Рокфийлд“ в Уелс и е първият им албум, продуциран от Ники Райън. По време на издаването Кланад се възползват от нарастващата си популярност в Европа с дебютното си турне из целия континент. На едно от шоутата овациите, които получават след продължително изпълнение на Níl Sé Ina Lá (Níl Sé'n Lá) от дебютния им албум убеждават групата да продължи на пълен работен ден. Записите от турнето в Швейцария през 1978 г. са издадени на следващата година като част от първия им концертен албум Clannad in Concert. Също през 1979 г. те имат 36-дневно турне в Северна Америка, което е най-голямото за ирландска група от онова време.
През 1980 г. Кланад става група от шест души след включването на Еня Бренан на клавишни и допълнителни вокали. Ники Райън пожелава да разшири звученето на групата с вокали и електронни инструменти и я кани да се присъедини. Първите записи на Еня с групата са направени като гост музикант за Crann Úll (от ирл. „Ябълково дърво“) – техният пети студиен албум, записан в Кьолн, Германия и издаден през 1980 г. от Тара Мюзик. Ирландската фолк песен Ar a Ghabháil 'na 'Chuain Domh включва особено пълен аранжимент на групата, отразяващ техните джем сесии на живо по онова време. Песента Lá Cuimhthíoch Fán dTuath показва първите намеци за по-атмосферната страна на аранжиментите на Кланад.
По времето, когато Кланад влизат в Студия „Уиндмил Лейн“ в Дъблин, за да запишат албума си Fuaim (от ирл. „Звук“), Еня става техен член на пълен работен ден. Албумът показва по-нататъшните експерименти на групата с електронните инструменти, а Еня участва като водещи вокали в песните An tÚll и Buaireadh an Phósta. Албумът е издаден от Тара Мюзик през 1982 г.
След следващо европейско турне техните мениджъри Ники Райън и съпругата му Рома напускат групата. Ники е довел Еня в групата, за да разшири звученето им, но скоро групата отново се намества в своята „скучна“ музикална формула и той свиква среща по време на турнето. След групово гласуване сем. Райън решават да напуснат. Еня следва примера им, чувствайки се все по-ограничена в обстановката на групата и преследвайки солова кариера с Райън като сътрудници, причинявайки разрив между двете групи за кратко време.

### 1982 – 1988: Хит „Theme from Harry's Game“, албумMagical Ringи комерсиален успех
През 1982 г. вече петчленната група подписва договор с Ар Си Ей Рекърдс. След това те приемат поканата да запишат песен за Harry's Game – телевизионна драма в три части, изобразяваща конфликта в Северна Ирландия. Киран, Пол и Моя Бренан се събират и написват Theme from Harry's Game. Песента става комерсиален успех след излизането ѝ като сингъл през октомври 1982 г., достигайки до № 2 в Ирландия и № 5 в Обединеното кралство. Тя остава единственият хит сингъл в Обединеното кралство, който се пее изцяло на ирландски. От 1983 до 1987 г. Ю Ту използват песента в края на всеки концерт. След новооткрития си успех с тази песен Кланад я включва в седмия си студиен албум Magical Ring, издаден през 1983 г. Сингълът и албумът белязват началото на международната им кариера, а Magical Ring става първият им албум, който получава златен сертификат за продажби от Британската фонографска индустрия (BPI).
След Magical Ring Кланад получават поръчка за създаване на саундтрака за британския телевизионен сериал от 26 епизода Robin of Sherwood, излъчван по Ай Ти Ви от 1984 до 1986 г. Те отново започват да се 'разгръщат', създавайки музика за редица герои и събития. За първи път в кариерата им албумът е записан изцяло на английски език. Саундтракът е издаден през 1984 г. като Legend и печели на групата Наградата на BAFTA за най-добра оригинална телевизионна музика, като те са първата ирландска група, която я печели. През 2003 г. Кланад разкриват, че има други парчета, записани за третия сезон на Robin of Sherwood, които не са включени в Legend, но все още не са намерени оригиналните записи.
През 1985 г. Кланад издават албума Macalla (от ирл. „Ехо“), записан в Швейцария, Англия и Ирландия. Той съдържа изцяло оригинален материал с изключение на една традиционна песен и дава на групата хитовия сингъл In a Lifetime в дует с вокала на Ю Ту Боно, който започва с това, че Моя се чува да преподава галски на Боно по време на интрото. Албумът включва многобройни бек музиканти, които продължават да обикалят с Кланад, включително бившият саксофонист на Кинг Кримсън Мел Колинс, китариста на Мувинг Хартс Антъни Дренън и барабанистът Пол Моран. Също така на борда е продуцентът Стив Най, който ръководи песента на Кланад с поп привкус Closer to Your Heart и баладата Almost Seems (Too Late to Turn), които стават хит сингли, като последният служи като благотворителния сингъл за инициативата Children in Need през 1985 г.

### 1988 – 1990: албумиSirius,Atlantic RealmиThe Angel and the Soldier Bo
Албумът им Sirius е издаден от RCA през 1988 г. и е записан в Лос Анджелис с рок продуцентите Грег Ладани и Ръс Кункел (барабанист на бенда на Джеймс Тейлър). Албумът включва дует с Брус Хорнсби и в него гостуват Стив Пери и Джей Ди Саутър. Заглавната песен е окуражаващият призив на Пол Бренан към движението за опазване на околната среда и към едноименния кораб MV Sirius на Грийнпийс. Песента Something to Believe In включва Хорнсби на вокали и клавишни. Завършен с помощта на някои от най-големите имена на калифорнийската рок сцена, Sirius е поредно различно творение на Кланад, точно като предишните им три албума.
Между 1988 и 1991 г. Кланад участват в странични проекти, включително в Atlantic Realm (1989) и The Angel and the Soldier Boy (1990). Atlantic Realm е малък албум, направен за документален филм на Би Би Си за Атлантическия океан. Записът е главно инструментален. The Angel and the Soldier Boy е половинчасов анимационен филм само с музика, разказваща историята. И двата албума имат незначителен успех, а също така показват още веднъж, че Кланад са едни от най-признатите саундтрак изпълнители в музикалната индустрия. По онова време са издадени и два техни албума с най-големите им хитове: Past Present и The Collection.
През 1990 г. Пол Бренан напуска групата, за да продължи солова кариера и да работи с организацията WOMAD (World of Music, Arts and Dance) във Великобритания. Той се присъединява отново към групата през януари 2011 г., когато Кланад се представя на фестивала Temple Bar TradFest в Дъблин. Първоначално замислен като един концерт, той е удължен с още две вечери.

### 1990 – 2000: Квартет, албумиAnam,BanbaиLore
След напускането на Пол Бренан Кланад продължават като квартет и записват албума си Anam (от ирл. „Душа“) в Дъблин и Англия. Той отбелязва завръщането им към звученето от албумите Magical Ring и Macalla, и включва по-голям принос от Киран Бренан, който е акредетиран като автор на девет от десетте оригинални песни на албума. Изданието за САЩ, пуснато през 1992 г., включва песента In a Lifetime с Боно и Theme from Harry's Game, които са включени във филма „Патриотични игри“ и в телевизионна реклама на Фолксваген, засилвайки разпознаването на групата в страната. Общественият интерес, генериран от рекламата, кара Anam да достигне до № 46 в американския Билборд 200 – все още най-високата позиция на групата в класацията. Той печели Музикалната награда на Билборд за световна музикална песен на годината. Заглавната песен Rí na Cruinne е включена в благотворителния албум One World One Voice за повишаване на осведомеността относно проблемите на околната среда.
През 1991 г. Кланад пускат дует с Пол Йънг – кавър версия на песента на Джони Мичъл Both Sides Now. Парчето е съставено за филма на Блейк Едуардс Switch с участието на Елън Баркин. В сюжета неприятен мъж шовинист се превъплъщава в привлекателна жена. Използването на песента на Джони Мичъл е подходящо и се оказва хит за групата.
Издаден през 1993 г., Banba (романтичното митично име за Ирландия) става 13-ият студиен албум на Кланад. Той получава възторжени отзиви и първата им номинация за Награда „Грами“. Албумът се изкачва до № 1 в Класацията за световна музика. В песента I Will Find You, написана специално за филма „Последният мохикан“, Mоя Бренан пее на английски, мохикански и черокски. Всички песни отново са написани и продуцирани от Киран Бренан с изключение на Sunset Dreams, написана от Ноел Дъган. Моя Бренан описва албума като „сливане на различни музикални стилове, израстващи от традиционен галски корен“. Banba е описван като един от най-визуалните албуми на Кланад и до момента е продал над 1 милион копия.
Албумът Lore (1996) насочва вниманието към индианците. В песента Trail of Tears, когато Ноел Дъган си представя какво е чувството да си изгнан от прародината си, той си мисли за тези хора и за връзката им с ирландците. Започва с „Croí Cróga“ (от ирл. „Храбро сърце“), написана като тематична мелодия за филма „Смело сърце“ с Мел Гибсън, която по неизвестни причини така и не влиза в саундтрака му. Lore включва американския барабанист Вини Колаюта и британския саксофонист Мел Колинс. Той съдържа силен джаз елемент с песни като Seanchas, смесващи съвременни звуци с традиционната ирландска музика и с ирландския език. Кланад обикалят Европа, Япония, Австралия и Нова Зеландия през 1996 г., за да популяризират албума си Lore, но поради очевидни разногласия с Атлантик Рекърдс плановете за турне в САЩ са отменени. През 1996 г. те получават Награда за житейски постижения от Ирландската звукозаписна асоциация (IRMA).
Кланад се завръщат през 1997 г. с друг албум – Landmarks. В песента Of This Land Моя пее за Ирландия, за нейното минало и бъдеще. Парчето Fadò (от ирл. „Много отдавна“) показва влиянието на старата келтска история върху музиката на Кланад. Той става един от най-прославените ирландски албуми в историята и през 1999 г. печели на групата Награда „Грами“ за най-добър ню ейдж албум.
През 1999 г. групата композира песента What Will I Do за филма с Кевин Костнър „Писмо в бутилка“.

### 2000 – 2021: Пауза и завръщане към дейност
След Landmarks Кланад спират да правят повече студийни албуми, но обещават да се завърнат в близко бъдеще. През 2003 г. те издават албума с хитове The Best of Clannad: In a Lifetime, който е един от най-продаваните им албуми досега.
През 2005 г. двамата близнаци Ноел и Падриг Дъган се събират за първи път извън Кланад като музикалното дуо Дъганс (The Duggans) и записват албума Rubicon.
По време на соловото турне на Моя Бренан в Нидерландия през 2006 г. концертът в De Doelen в Ротердам е посветен на родителите ѝ Лео и Баба Бренан. Целият Кланад, включително бившият член – брат ѝ Пол Бренан и сестра им Деидре изпълняват пет песни през втората част на концерта. Публиката, Лео и Баба не знаят за плана Кланад да излезе на сцената, което води до множеството овации на публиката.
Петимата оригинални членове на Кланад се появяват заедно на сцената на фестивала Celtic Connections в Глазгоу на 19 януари 2007 г. Концертът е приветстван от 2000 фенове, които пътуват от места като САЩ и Бразилия, за да видят как легендарната група изпълнява някои от най-обичаните песни в историята си. По време на музикалните награди Meteor Ireland, които се провеждат в Дъблин на 1 февруари 2007 г., Кланад получават желаната награда за цялостно постижение.
През март 2008 г. Кланад започват първото си турне в Обединеното кралство след повече от 12 години, започвайки в The Sage в град Гейтсхед. Турнето завършва с дузина дати, включително концерти в Ирландия и Тайланд.
На 25 август 2008 г. те пускат нов сборен албум с тяхната ранна музика, за да контрастират на музиката от предишния им компилационен албум в началото на 2008 г. Beginnings: The Best of the Early Years.
През юни 2009 г. Кланад са номинирани за наградата IMA в категорията Best Revival Act заедно с други възродени групи като Планксти, Мувинг Хартс, Аркади и Стокстонс Уинг.
През януари 2011 г. концертът им в Катедралата „Крайст Чърч“ като част от фестивала „ТемпълБар ТрадФест“ в Дъблин е удължен с две вечери поради бързата продажба на билетите. Групата се появява в The Late Late Show по радио RTÉ на 21 януари 2011 г., изпълнявайки Theme from Harry's Game с хоровата група Anúna. Това е първата им поява в шоуто от 14 години насам.
На 18 юни 2013 г. Кланад обявяват, че техният чисто нов студиен албум Nádúr (първият им нов албум след издаването на Landmarks през 1998 г.) ще бъде издаден по цял свят през септември 2013 г. Международното им турне започва през октомври 2013 г., стартирайки в Австралия и Нова Зеландия.
През 2019 г. Кланад стартират своето прощално турне In a Lifetime, но то е отложено за март 2020 г. поради пандемията от COVID-19. Издаден е нов сборен техен албум, озаглавен In a Lifetime, включващ две нови парчета.

## Музикален стил и наследство
Когато Кланад стартират за първи път в началото на 1970-те години, тяхната музика и звучене произтичат единствено от традиционния им ирландски произход. Въпреки това те успяват да популяризират стари песни като Dúlamán, Teidhir Abhaile Riú и Coinleach Glas An Fhómhair, като тези песни остават популярни номера на техните концерти. След напускането на своя фолк и традиционен произход през 1982 г. те създават ново звучене, което дефинира завинаги значението на ню ейдж музиката и на келтската музика. Когато песните Theme from Harry's Game и Newgrange са чути за първи път, радиостанциите по целия свят са очаровани от земното и духовно звучене, който не са срещали преди това. Един критик казва, че „мелодиите са просмукани по стар начин, но продукцията и аранжиментът са свежи и изобретателни“. Този преход в кариерата на групата често се разглежда като раждането на келтската музика и до ден днешен те се считат за пионери на този жанр. Те са известни и със своите мелодични хармонии, които са в основата на музиката им още от първия им албум. Legend (1984) е базиран на английския фолклор. С по-късните си албуми Кланад навлизат още повече в сферата на електрониката и дори в поп музиката. Благодарение на това много от техните сингли влизат в поп класациите по целия свят и отново разширяват базата си от фенове. Въпреки успеха си с този жанр музика групата успява да поддържа връзка с ирландските си корени през цялата си кариера, като дава традиционни ирландски песни като Tráthnóna Beag Aréir и Buachaill Ón Éirne.
Въпреки че вдъхновеният от рока албум Sirius и насоченият към поп музиката Macalla са успешни за Кланад, именно техният пробивен стил, който те сами създават, оставя най-голямото наследство. Влиянието им може да се намери във филма „Титаник“, където Джеймс Хорнър признава, че е базирал саундтрака на стила на Кланад. Саундтракът толкова прилича на работата на групата, че ѝ е приписван неправилно в продължение на много години. „Келтският мистицизъм“ на Кланад е повтаряща се тема във филма Intermission . „ Отвъдният“ и „ефирният“ звук на Кланад, според вокалистката Моя Бренън, идва от древните хълмове и долини, които заобикалят Гуидор. Следи от наследството на Кланад могат да се чуят в музиката на много изпълнители, включително Еня, Altan, Capercaillie, Корс, Лорина Маккенит, Anúna, Riverdance, Órla Fallon и дори Ю Ту. Боно заявява, че Моя има „един от най-великите гласове, които човешкото ухо някога е изпитвало".
Японски визуален роман, издаден през 2004 г., и базираните на него филм от 2007 г. и аниме сериал, издаден през 2007 – 2008 г., използват името Clannad като свое заглавие.

## Личен живот

### Членове на групата
Личният живот на водещия член на групата Моя Бренан (сестра на Еня) е описан подробно в нейната автобиография The Other Side of the Rainbow от 2000 г. В нея тя си спомня за възпитанието си като най-голямата от девет братя и сестри в селския окръг Донигал, Ирландия. Наред с върховете на успеха в музикалния бизнес тя разказва и за паденията, когато алкохолът, наркотиците и абортът я карат да преоцени живота си. Тя излиза от мрачните години като отдадена християнка с възродена вяра. Омъжва се повторно през 1991 г. (преди това е омъжена за музикант от Дъблин) и сега живее в Дъблин със съпруга си – фотографът Тим Джарвис и децата им Айслинг и Пол.

### Семейство Бренан
Семейство Бренън са най-успешното музикално семейство в Ирландия с общи продажби от над 90 милиона записи. Мери (или Баба) Дъган и Лео Бренан са родители на братята и сестрите Мери (или Mоя), Леон, Киран, Деидре, Пол, Олив, Eithne (или Еня), Бартли и Бридин. Баба е учителка по музика в местното училище, а Лео ръководи прочутата ирландска шоу група Слийв Фой Бенд (Slieve Foy Band). Катализаторът, който извежа цялото семейство на сцената, е откриването на пъба Leo's Tavern през 1968 г. в Миналек близо до Гуодор в Донигал.
Всичките шест деца могат да пеят и свирят на един или повече инструмента: Олив и Деидре пеят в соло албумите на Моя, а Бридин, който години наред е на турне с Кланад като беквокалист, издава соло албума си Eyes of Innocence. Еня е и най-продаваният соло изпълнител в Ирландия и печели международен успех.
Мери 'Баба' Дъган в момента е водещ член на местния католически хор Cór Mhuire Doire Beaga и вече не преподава в местното общинско училище Pobalscoil Ghaoth Dobhair. Към хора често се присъединяват Лео Бренан и братята и сестрите Бренан.
Лео Бренан умира на 22 юни 2016 г. на 90-годишна възраст в дома си в Апър Дор, Гуидор в Западен Донигал, Ирландия.
Леон Бренан, един от деветимата братя и сестри на семейство Бренан, умира през декември 2021 г. Онлайн съобщения са направени от сестрите му Моя и Еня в рядко лично съобщение на 17 декември 2021 г.

## Членове
Настоящи
- Киран Бренан – бас, китара, клавирни, мандолина, вокали (1970 – до момента)
- Моя Бренан – вокал, арфа (1970 – до момента)
- Пол Бренан – флейта, китара, перкусии, свирка, вокали (1970 – 1990, 2011 – до момента)
- Ноел Дъган – китара, вокали (1970 – до момента)

Минали
- Падриг Дъган – китара, мандола, мандолина, вокали (1970 – 2016; смъртта му)
- Еня Бренан – перкусии, клавирни, вокали (1980 – 1982)

## Дискография

### Студийни албуми
- Clannad (1973)
- Clannad 2 (1974)
- Dúlamán (1976)
- Crann Úll (1980)
- Fuaim (1982)
- Magical Ring (1983)
- Legend (1984)
- Macalla (1985)
- Sirius (1987)
- Atlantic Realm (1989)
- The Angel and the Soldier Boy (1989)
- Anam (1990)
- Banba (1994)
- Lore (1996)
- Landmarks (1997)
- Nádúr (2013)

### Концертни албуми
- Clannad in Concert (1979)
- Clannad: Live in Concert (2005)
- Clannad: Christ Church Cathedral (2012)
- Turas 1980 (2018)

### Сборни албуми
- The Collection (1986)
- Past Present (1989)
- Themes (1992)
- Rogha: The Best of Clannad (1996)
- Celtic Collections (1996)
- In a Lifetime: The Ultimate Collection (1997)
- The Ultimate Collection (1998)
- An Díolaim (1998)
- Celtic Collection (1999)
- Greatest Hits (2000)
- The Best of Clannad (Original Hits) (2001)
- A Magical Gathering: The Clannad Anthology (2002)
- The Best of: In a Lifetime (2003)
- Songbook (The Very Best of Clannad) (2007)
- Celtic Themes: The Very Best of Clannad (2008)
- Beginnings: The Best of the Early Years (2008)
- The Essential Clannad (2012)
- In a Lifetime (2020)

## Видеография
- Pastpresent (1989)
- Clannad: Christ Church Cathedral (2012)

## Литературни произведения
- Pastpresent (1989), Нотни книги за „Past Present“
- A Woman's Voice (1991), Еди Роули в разговор с Моя Бренан
- Ireland: Landscapes of God's Peace, Máire Brennan (2002), понякога наричан God of Peace
- The Other Side of Rainbow, Máire Brennan с Angela Little (2001), По-късно с подзаглавие: The Autobiography of the Voice of Clannad
- Moments in a Lifetime, Noel Duggan (2008), Подробно пътешествието на Кланад като група

## Награди и номинации

### Спечелени
- 1982: 1982 Награди „Айър Новело“ за най-добър саундтрак за Theme From Harry's Game
- 1984: Награди BAFTA 1984 за най-добра телевизионна музика за Robin of Sherwood
- 1992: Музикална награда „Билборд“, Световна музикална песен на годината за Rí na Cruinne
- 1999: Награди „Грами“ 1999 г. за Най-добър ню ейдж албум за Landmarks
- 2007: Музикални награди „Метеор“, награда за цялостно постижение
- 2014: BBC Radio 2 Folk Awards, награда за цялостна кариера

### Номинации
- 1982: Награди BAFTA 1982 за най-добра телевизионна музика за Harry's Game
- 1994: Награди „Грами“ от 1994 за най-добър ню ейдж албум за Banba
- 1996: Награди „Грами“ от 1996 г. за най-добър ню ейдж албум за Lore
- 2009: Музикални награди на Ирландия, Best Revival Act